# Archiva Ecclesiae
Archiva Ecclesiae – rocznik wydawany od 1958 roku w Rzymie poświęcony archiwistyce i archiwoznawstwu kościelnemu, organ międzynarodowego stowarzyszenia Associazione Archivistica Ecclesiastica. Pismo publikuje materiały dorocznych międzynarodowych zjazdów pracowników archiwów kościelnych.